# Piscine Tournesol
Pour les articles homonymes, voir Tournesol (homonymie).

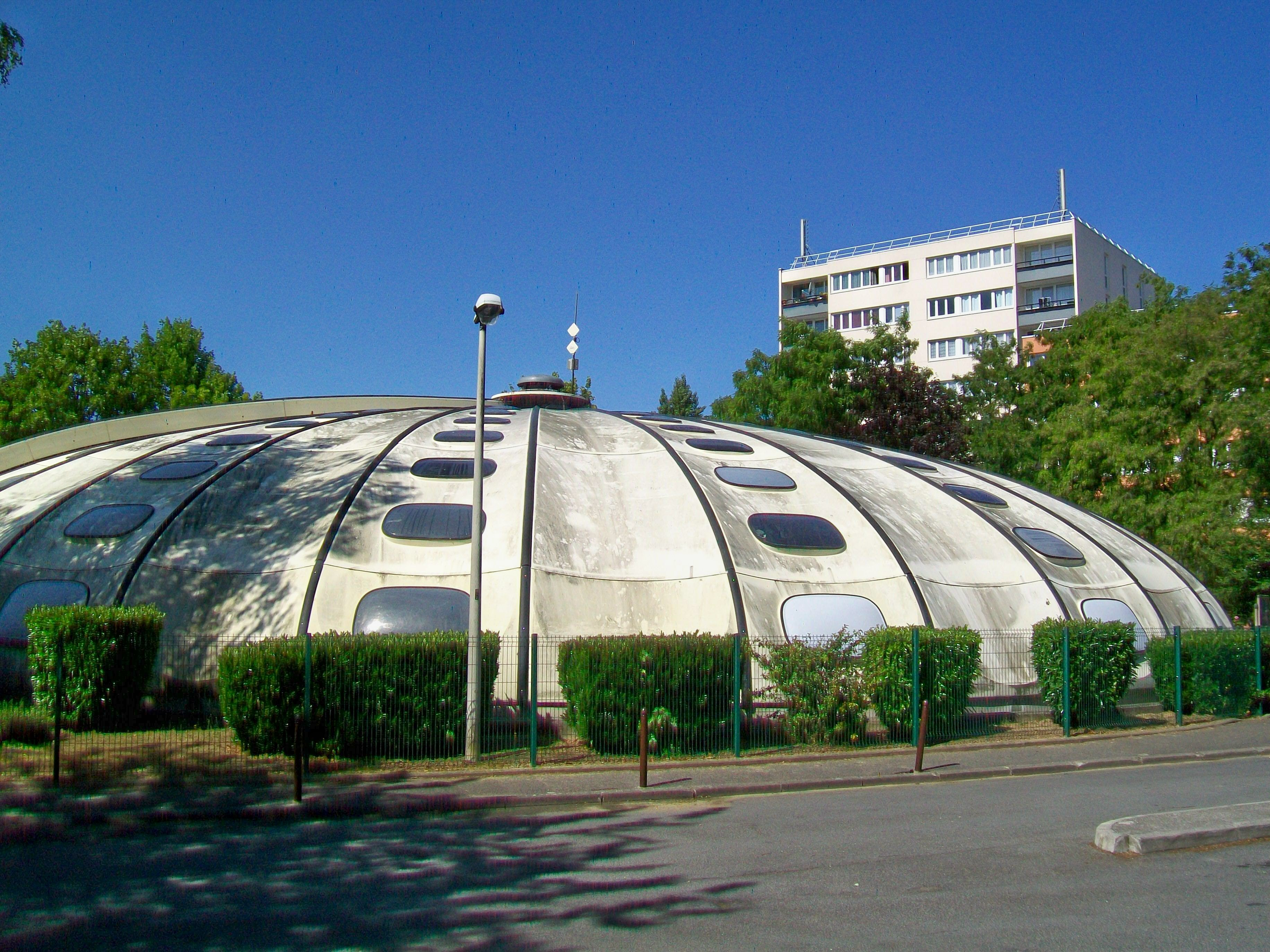
La piscine de Fosses, au quartier du Plateau.

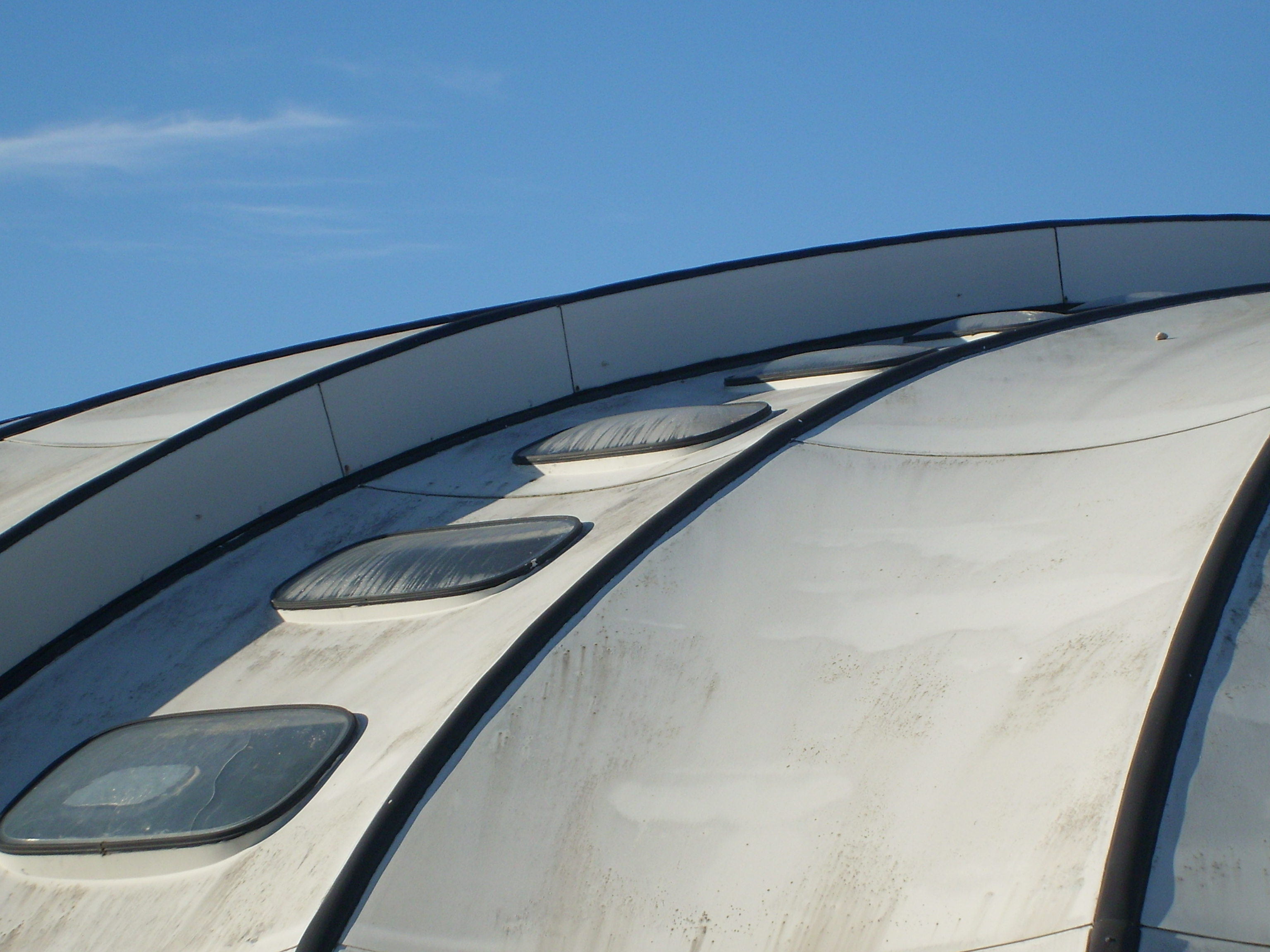
Détail d'une arche d'une piscine Tournesol.

La piscine Tournesol est un modèle de piscine issu d'un programme national de construction de piscines de type industriel, qui a entraîné la construction de 183 piscines de ce type en France dans les années 1970 et au début des années 1980.

## Historique
Ce programme a été lancé en 1969 par le secrétariat d'État chargé de la Jeunesse, des Sports et des Loisirs, dirigé alors par Joseph Comiti, sous le titre opération « 1 000 piscines »,. Il avait pour but l'apprentissage de la natation, à la suite des mauvais résultats des nageurs français aux Jeux olympiques d'été de 1968.
Le programme a été accéléré par deux accidents de l'été 1969 : la noyade dans la Loire de 19 enfants d'un centre aéré à Juigné-sur-Loire et la noyade de 24 personnes dont 14 fillettes dans le naufrage du bateau-promenade La Fraidieu sur le lac Léman près de Thonon-les-Bains.
Entre 600 et 700 piscines ont ainsi été construites, de type Iris, Plein-Ciel, Plein-Soleil, Caneton et enfin Tournesol, lauréat des deux concours d'idée.
Le type Tournesol, l'un des plus caractéristiques, est l'œuvre de l'architecte Bernard Schoeller,, assisté de l'ingénieur Thémis Constantinidis pour la structure, et de la société Matra pour les matériaux.
Au total, 183 exemplaires ont été construits entre 1972 et 1982 sur les 250 prévus,.

## Caractéristiques
Le projet prévoyait de proposer la piscine Tournesol en deux tailles[réf. souhaitée] : le premier modèle, conçue pour abriter un bassin mesurant 25 mètres de long sur 10 mètres de largeur, est le seul à avoir été réalisé. Le second, baptisé « Tournesol XXL », devait abriter un bassin 50 mètres.
La base du modèle 25 m est un cercle de 35 mètres de diamètre, soit une superficie de près de 1 000 m2. Son toit qui culmine à 6 mètres de hauteur prend la forme d'une coupole, portée par 36 arches métalliques entre lesquelles se trouvent des coques en polyester appelées tuiles, percées de hublots. Deux des arches sont mobiles, et peuvent s'ouvrir à 60° chacune, permettant de découvrir la piscine lorsque le temps le permet — à l'instar de l'héliotropisme du tournesol, d'où son nom,.

## Installations
Le prototype est construit au cours du premier semestre 1972 à Nangis (Seine-et-Marne, aujourd'hui détruite), puis le premier exemplaire à Roissy-en-Brie (Seine-et-Marne, détruite aussi).
Ces structures préfabriquées sont les premières piscines largement industrialisées ; elles le sont en effet à 85 % (charpente, couverture, cloisons, vestiaires, équipements de filtration, stérilisation, chauffage, sanitaires, électricité, etc.).

### Des piscines rapidement devenues obsolètes
Imaginées avant le choc pétrolier de 1973, les piscines Tournesol sont de véritables passoires énergétiques. Par ailleurs, leur fonctionnalité basique — qui leur a permis de démocratiser la natation — ne correspond plus aux nouvelles attentes du public qui recherche également sauna, hammam, spa, jeux aquatiques.
Beaucoup ont été démolies. D'autres ont été rénovées ou transformées. C'est la fin d'une époque où l'État impose un modèle d'architecture industrialisée, chaque collectivité locale prenant son autonomie pour ce type d'équipement.

### Liste des piscines Tournesol installées
Cette liste en recense 182 en France, sur les 183 annoncées. Une centaine de celles-ci est encore en activité dont une à l'étranger, au Luxembourg.
Le préinventaire du patrimoine des 30 Glorieuses des Alpes Maritimes, consacré à la piscine de Carros, rédigé en 2005-2006 par J.L Bonillo et R. Telese, évoque la construction de "183 piscines en France, 3 au Luxembourg et 1 à Riyadh en Arabie Saoudite pour le prince Fahd Abdulaziz". Un ancien bâtisseur de ces piscines employé alors chez Ouest-Montage à Rennes indique en avoir construit une en Belgique et deux au Luxembourg et ce jusqu'en 1977, le projet ayant été arrêté faute de budget.

## Postérité
Les piscines Tournesol sont devenues un emblème de l'architecture des années 1970.
Une maquette de ce type de piscine est exposée à la Cité de l'architecture et du patrimoine, dans la galerie d'architecture moderne et contemporaine.
Plusieurs d'entre elles sont labellisées « Architecture contemporaine remarquable » et devraient donc être conservées :
- Piscine tournesol de Bonneveine à Marseille[62],[63], labellisée en 2000 ;
- Piscine tournesol de Carros-le-Neuf (Alpes maritimes)[64],[65], labellisée en 2006 ;
- Piscine tournesol de Biscarosse (Landes)[66],[67], labellisée en 2012 ;
- Piscine tournesol de Fère-Champenoise (Marne)[68], labellisée en 2015 ;
- Piscine tournesol de Bruyères (Vosges)[69], labellisée en 2015 ;
- Piscine tournesol de Chabris (Indre), labellisée en 2016 ;
- Piscine tournesol de Frontignan (Hérault), labellisée en 2019 ;
- Piscine tournesol de Lingolsheim (Bas-Rhin), labellisée en 2023 pour le caractère remarquable de sa réhabilitation menée par l'agence d'architecture strasbourgeoise Urbane Kultur[70] ;
- Piscine tournesol de Saint-Paul-lès-Dax (Landes)[71] ;
- Piscine tournesol de Raismes (Nord), labellisée en 2024 ;
- Piscine tournesol de Sin-le-Noble (Nord), labellisée en 2024 ;
- Piscine tournesol de Divion (Pas-de-Calais), labellisée en 2024.

La piscine Tournesol de Beauvais a fait l'objet d'une photographie d'Aurore Valade, accompagnée d'un texte humoristique de Lætitia Bianchi, publiée en 2008 dans Plein air.

### Filmographie
- La DRAC du Grand Est a produit un film documentaire dans sa collection Conversations d'architecture - L'architecture en projet menée par Lorenzo Diez avec les architectes qui ont assuré la transformation de celle de Lingolsheim dans le Bas-Rhin[73].
- Dans le grand bain : comment les Français ont appris à nager, documentaire de 52 minutes, réalisé par Anne-Cécile Genre, 2024[74].